# Улянівська сільська рада (Переяслав-Хмельницький район)
| Улянівська сільська рада — колишній орган місцевого самоврядування у Переяслав-Хмельницькому районі Київської області з адміністративним центром у с. Улянівка. Історична дата утворення: 29 лютого 1992 року . Сільській раді підпорядковані населені пункти: - с. Улянівка - с. Тарасівка |

## Склад ради
Рада складається з 12 депутатів та голови.

### Керівний склад ради
| ПІБ                         | Основні відомості                                                                  | Дата обрання | Дата звільнення |
| --------------------------- | ---------------------------------------------------------------------------------- | ------------ | --------------- |
| Савицький Василь Васильович | Сільський голова, 1968 року народження, освіта, член Соціалістичної партії України | 26.03.2006   | 31.10.2010      |
| Шевченко Петро Григорович   | Сільський голова, 1966 року народження, освіта вища                                | 31.10.2010   | 25.10.2015      |

Примітка: таблиця складена за даними джерела